# Kurt Karl Gustav von Glasenapp
Kurt Karl Gustav von Glasenapp, auch Curt Karl Gustav von Glasenapp (* 22. Juli 1856 in Schivelbein; † 31. Januar 1937 in Berlin), war ein deutscher Theater-Film-Zensor und Schriftstellerverbandsfunktionär.

## Familie und Ausbildung
Glasenapp stammte aus dem pommerschen Adelsgeschlecht von Glasenapp, zu einem 1805 gegründeten briefadeligen Zweig. Seine Eltern waren Elisabeth Friederike Ernestine Spener (* 1. April 1824 in Zeschdorf; † 3. Dezember 1889 in Potsdam) und Sigismund Heinrich Bogislaf von Glasenapp (* 3. Mai 1819 Kussow; † 9. September 1900 in Potsdam), ein Potsdamer Apotheker. Sie heirateten am 23. November 1852 in Hamburg. Sein älterer Bruder war Otto von Glasenapp, ein Vize-Reichsbankpräsident, sein jüngerer Bruder war Gerhard Philipp Jakob von Glasenapp (* 13. Juli 1859 Schivelbein; † 1936), ein preußischer Generalleutnant. Er studierte Rechtswissenschaft und trat in den preußischen Staatsdienst ein. Glasenapp war hochgebildet, theaterbegeistert und von liberaler Gesinnung. Helmuth von Glasenapp ist sein Neffe.

## Leben
Um 1890 wurde er als Hilfsverwaltungsrat in die politische Abteilung der Berliner Polizei versetzt, wo er für die Theaterzensur und die Erteilung von Auffühungsgenehmigungen zuständig war. 1896 wurde er zum Regierungsrat ernannt. 1901 wurde er Leiter der Theaterabteilung und war danach Berliner Obertheaterzensor. 1907 wurde Glasenapp zum Oberregierungsrat befördert. 1910 wurde er zum Leiter der Abteilung VIII ernannt, die für die gesamte Theater-, Film- und Pornographiezensur sowie für die Kontrolle anderer öffentlicher Vergnügungen zuständig war. Als 1920 eine nationale Filmzensurstelle für das Deutsche Reich eingerichtet wurde, unterstand auch diese der Aufsicht von Glasenapp.
Nach 1901, als Glasenapp die gesamte Theater- (und später auch Film-) Zensur für Berlin leitete, wirkte diese zunehmend reichsweit. Die zunehmende Zentralisierung und Standardisierung der Zensur bedeutete, dass andere preußische Städte zunehmend den Zensurentscheidungen der Berliner Polizei folgten, und andere deutsche Staaten wurden zunehmend zum einflussreichsten Zensor des kaiserlichen Deutschlands: Obwohl die lokalen Polizeibehörden im ganzen Land theoretisch frei waren, ihre eigenen Entscheidungen über ein bestimmtes Drama oder einen bestimmten Film zu treffen, hielten sie sich bis zum Ersten Weltkrieg in der Regel an die Entscheidungen von Glasenapps Einheit in Berlin. Da die meisten neuen Dramen und Filme auf dem riesigen, lukrativen Berliner Markt uraufgeführt wurden (und somit zuerst der Zensur vorgelegt wurden), hatten Glasenapp und seine Untergebenen normalerweise das erste und letzte Wort darüber, ob ein Werk verboten werden würde. Trotz zunehmender Kritik an der Zensur genoss Glasenapp großen persönlichen Respekt: Sein Einfühlungsvermögen, seine Fairness und seine Umsicht als Zensor wurden über das gesamte politische Spektrum hinweg anerkannt und geschätzt (wie auch die seines Assistenten Dr. Hermann Possart (* 20. Nov. 1868 in München k . Hofschauspiel - Dir, Sohn von Ernst von Possart)).
Glasenapp, der eine große Liebe und ein umfangreiches Wissen über die Theaterzensur im Ausland besaß, nahm seine Verantwortung ernst, schien aber in Bezug auf die Theaterzensur recht aufgeschlossen zu sein.
Anstatt ein fragwürdiges Drehbuch rundweg zu verbieten, besuchte er oft eine Generalprobe, um zu sehen, wie es inszeniert werden würde, und diskutierte gelegentlich sogar mit dem Autor eines Werks, obwohl dies gegen die gängigen Verfahren verstieß. Regisseure und Bühnenpersonal der Theaterbranche lobten Glasenapps Intelligenz und künstlerisches Urteilsvermögen, und er scheint zu einigen der von ihm zensierten Autoren, darunter die Avantgardisten Arthur Schnitzler und Frank Wedekind, ein freundschaftliches, ja intimes Verhältnis gehabt zu haben. Am Dienstag, 1. Mai 1906 heirateten Tilly Wedekind und Frank Wedekind im Rathaus Moabit. Zu den Hochzeitsgästen zählten Adele Sandrock und Berlins Zensor von Glasenapp, von dessen Genehmigung die Freigabe von Wedekinds Stücken abhing. Niemand weiß, was sich Frank bei der Einladung gedacht hat, aber der Zensor machte den Spaß mit.
Er war Mitglied der Kommission zur Ausarbeitung eines neuen Theatergesetzes 1912–1913, und als der erste Entwurf veröffentlicht wurde, begrüßte ihn die liberale Theaterzeitschrift Die Schaubühne als ein höchst erfreuliches Zeichen für die große Sympathie in offiziellen Kreisen gegenüber den Theaterangestellten. „Ich sehe in diesem Entwurf die sachkundige Hand von Oberregierungsrat von Glasenapp, dem alle Theaterangestellten einen großen Dank schulden.“
Seine engen Beziehungen zur Literatur- und Unterhaltungsbranche führten dazu, dass er nach seinem Ausscheiden aus dem Berliner Polizeidienst Mitte der 1920er Jahre Geschäftsführer des Verbandes deutscher Erzähler wurde, einer Interessenvertretung der deutschen Literaten, die sich für die Verbesserung ihrer Arbeitsbedingungen einsetzte und sich gegen die Zensur und die Kontrolle der Schriftsteller als deren Interessenvertreter wandte. Wenn ein sensibler, liberal gesinnter und hoch angesehener Zensor wie Glasenapp innerhalb der Künstlerschaft Vertrauen erweckte, trug er dazu bei, die Zensur zu legitimieren.
1921 löste Regierungsrat Walter Conrad (Politiker, 1892) Curt Karl Gustav von Glasenapp als Leiter der Zentralpolizeistelle zur Bekämpfung unzüchtiger Schriften, Abbildungen, Darstellungen und Inserate ab.

## Verband deutscher Erzähler
1927 war Kurt Karl Gustav von Glasenapp Geschäftsführer des Verbandes deutscher Erzähler. Unter dem Vorsitz von Georg Engel nahm die Anzahl der Mitglieder von 140 im Januar 1925 auf 250 im Jahr 1928/29 zu, bis sie 1931 nahezu 300 erreichte. 1927 schlossen sich zu einem gemeinsamen, den fortbestehenden Einzelverbänden übergeordneten „Reichsverband des deutschen Schrifttums“ verschiedene Organisationen zusammen: der „Schutzverband deutscher Schriftsteller“, das „Kartell lyrischer Autoren“, der „Verband deutscher Erzähler“, der „Verband deutscher Bühnenschriftsteller und Bühnenkomponisten“ und der „Verband deutscher Filmautoren“, eine Vorgängerorganisation des Schutzverbandes deutscher Schriftsteller.